# Araneus pico
Araneus pico là một loài nhện trong họ Araneidae.
Loài này thuộc chi Araneus. Araneus pico được Herbert Walter Levi miêu tả năm 1991.